# Чжоу, Линда
Линда Чжоу (англ. Linda Zhou, 24 февраля 1983, Калифорния) — американская певица вьетнамского происхождения.

## Биография
Линда Чжоу родилась 24 февраля 1983 года в Калифорнии. В первом классе у неё появился интерес к пению. Выступала в хоровым клубе в своей начальной школе. Она продолжала участвовать в хоровом клубе до четвертого класса, пока не присоединилась к другому школьному хору в старшей школы. Отец был тайваньского происхождения, а мать вьетнамского. Она обучалась в Калифорнийском университете в Сан-Диего и Политехнической школе Лонг-Бич, и получила степень бакалавра. Там она заинтересовалась джазом.
В 2006 году Линда заняла первое место в ETTV Chinese World Idol в США и тем самым получила признание. А позже, в том же году, она заняла первое место в ETTV Chinese World Idol на Тайване. В настоящее время она записывает песни для Van Son Entertainment Productions, Inc. Компания Van Son Entertainment известна своими вьетнамскими эстрадными шоу, которые включают в себя пение и комедийные сцены. Van Son Entertainment в настоящее время входит в тройку лучших вьетнамских постановок в США, наряду с Thuy Nga Paris By Night и Asia Entertainment.  
Вскоре после этого она вернулась в США. Примерно в это же время вьетнамский певец Энди Куах связался с Линдой, чтобы записать несколько треков для своего CD Showtime. Через некоторое время Энди представил Линду в Van Son Productions, откуда она полетела обратно на Тайвань, чтобы выступить на своем первом вьетнамском варьете. Линда и Энди исполнили дуэт "Tinh Mai Ben Nhau", где они оба пели на севернокитайском и вьетнамском языках. Песня стала хитом и стала началом карьеры Линды во вьетнамской музыкальной индустрии.
Первый сольный дебют Линды состоялся на Van Son в Сингапуре с хитовой песней "Nguoi Tinh Mua Dong". Другие участники исполнили эту же классическую китайскую песню Фэй Вонг, которая была первой, кто исполнил ее как на мандаринском, так и на вьетнамском языке.

Она выпустила свой первый альбом под названием «Secret» в августе 2008 года. В альбоме были песни, которые исполнялись на вьетнамском, мандаринском и английском языках. Его рейтинги повысились до 8-го самого продаваемого альбома на сайте www.RangDong.com, а ее песня "Cho Mong Bong Anh" заняла 6-е место в списке слушателей.

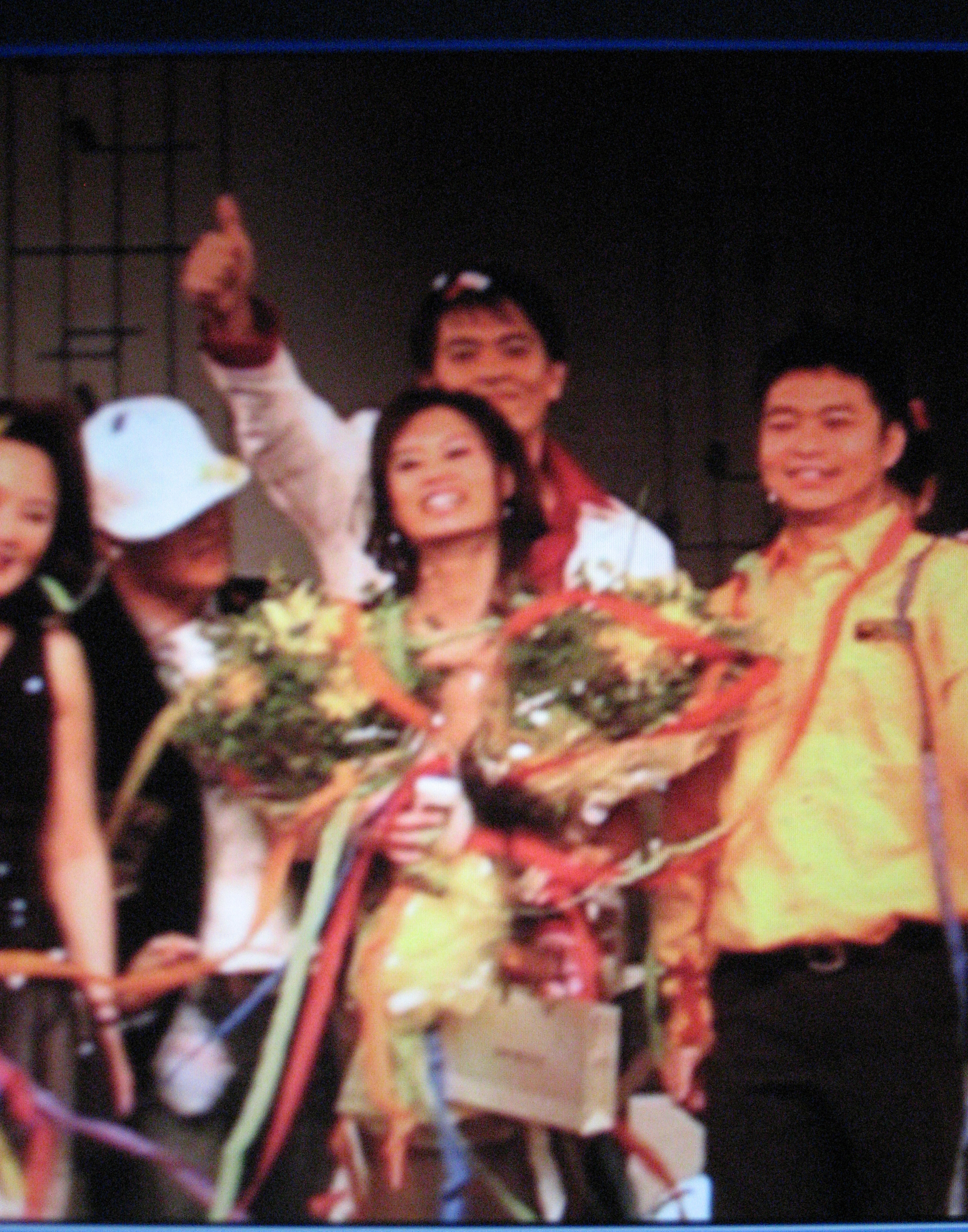
Линда Чжоу занимает первое место на ETTV US Top Idol 2006

## Музыкальная карьера
Линда начала петь с 3 лет. На её интерес к пению повлияла бабушка, которая всегда пела небольшие японские песенки и колыбельные. Линда на некоторое время потеряла свой интерес к музыке и занималась химией, пока её друг не уговорил её присоединиться к конкурсу певцов, который проводила Тайваньская студенческая ассоциация.

## Дискография
- Сингл Tinh Mai Ben Nhau, выпущенный 11 января 2008 года
- Секретный сольный альбом вышел 8 августа 2008 года
- Сингл эстрадного альбома Nguoi Tinh Mua Dong выпущен 22 апреля 2009 г.
- Сольный альбом Eternal Love вышел в 2011 году